# Dassault Rafale
Dassault Rafale este un avion de luptă multirol (vânătoare/bombardament) francez cu aripă delta-Canard, construit de Dassault Aviation.

## Utilizatori
Franța
- Forțele Aeriene Franceze
- Forțele Navale Franceze

### Operatori potențiali
India
- Forțele Aeriene Indiene

## Avioane similare
- Chengdu J-10
- Eurofighter Typhoon
- F-22 Raptor
- F-35 Lightning II
- Jas-39 GRIPEN

1. ↑   http://questions.assemblee-nationale.fr/q14/14-83QE.htm Lipsește sau este vid: |title= (ajutor)
2. ↑   https://www.defense.gouv.fr/marine/equipements/aeronefs/rafale-marine Lipsește sau este vid: |title= (ajutor)
3. ↑   https://www.meretmarine.com/fr/content/il-y-vingt-ans-dassault-aviation-faisait-voler-le-rafale Lipsește sau este vid: |title= (ajutor)